# Marc Degryse
Marc Gabriel Degryse (Roeselare, 4 settembre 1965) è un ex calciatore belga, di ruolo attaccante.

## Palmarès

### Club

#### Competizioni nazionali
- Campionato belga: 5

Club Bruges: 1987-1988
Anderlecht: 1990-1991, 1992-1993, 1993-1994, 1994-1995
- Coppa del Belgio: 2

Club Bruges: 1985-1986
Anderlecht: 1993-1994
- Supercoppa belga: 4

Club Bruges: 1986, 1988
Anderlecht: 1993, 1995
- Campionato olandese: 1

PSV: 1996-1997
- Supercoppa dei Paesi Bassi: 2

PSV: 1996, 1997

### Individuale
- Calciatore dell'anno del campionato belga: 1

1991